# Sainte-Sabine-sur-Longève
Sainte-Sabine-sur-Longève est une commune française, située dans le département de la Sarthe en région Pays de la Loire, peuplée de 729 habitants.
La commune fait partie de la province historique du Maine, et se situe dans la Champagne mancelle.

## Géographie

### Communes limitrophes
| Mézières-sous-Lavardin | Saint-Jean-d'Assé         | Saint-Jean-d'Assé |
| Mézières-sous-Lavardin | Sainte-Sabine-sur-Longève | Saint-Jean-d'Assé |
| Domfront-en-Champagne  | La Chapelle-Saint-Fray    | La Bazoge         |

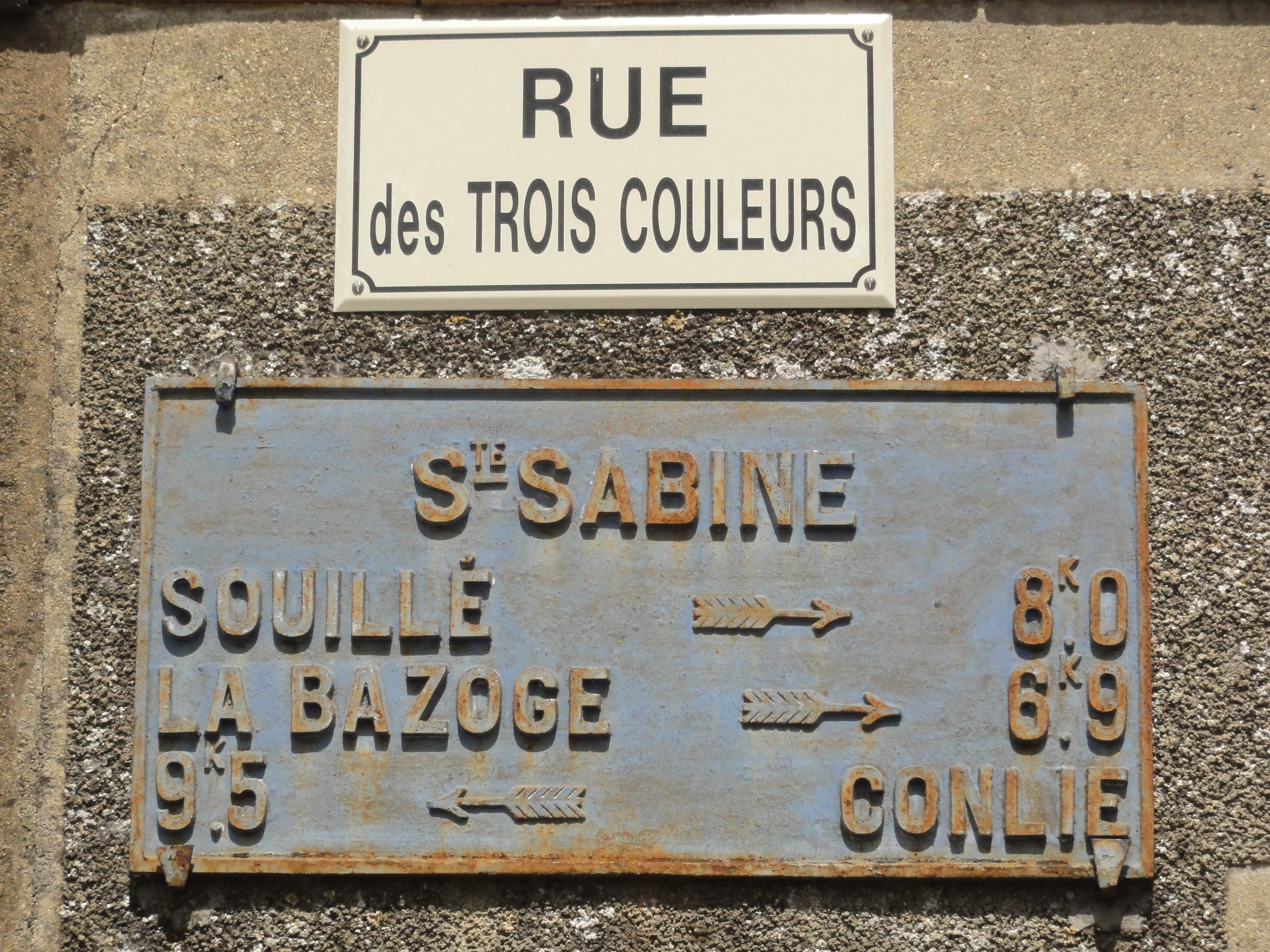
Plaque de cocher, rue des Trois Couleurs.
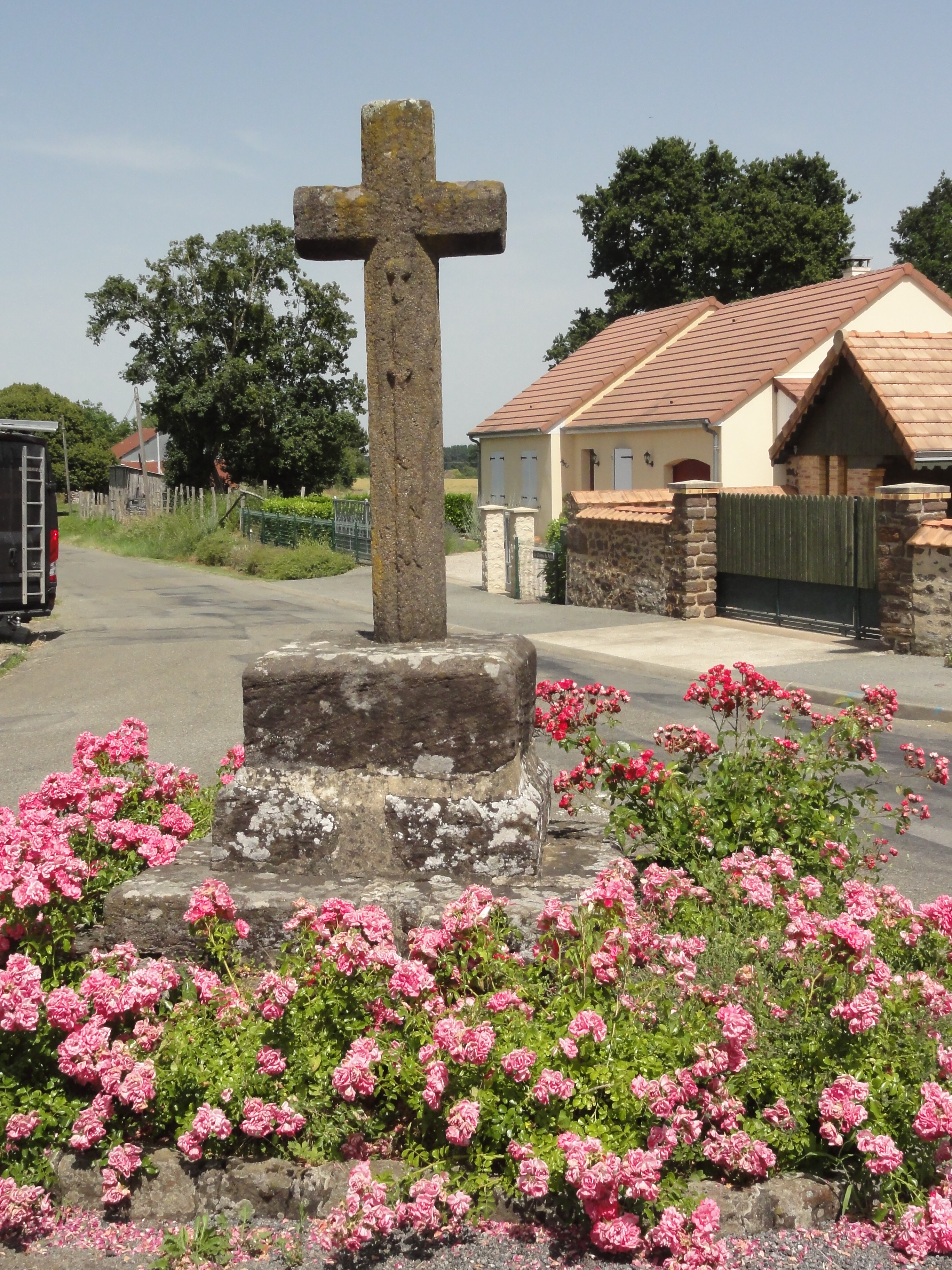
Croix au hameau de Champ-du-Puits.

### Climat
Pour des articles plus généraux, voir Climat des Pays de la Loire et Climat de la Sarthe.
En 2010, le climat de la commune est de type climat océanique dégradé des plaines du Centre et du Nord, selon une étude du CNRS s'appuyant sur une série de données couvrant la période 1971-2000. En 2020, Météo-France publie une typologie des climats de la France métropolitaine dans laquelle la commune est dans une zone de transition entre le climat océanique et le climat océanique altéré et est dans la région climatique  Moyenne vallée de la Loire, caractérisée par une bonne insolation (1 850 h/an) et un été peu pluvieux. 
Pour la période 1971-2000, la température annuelle moyenne est de 10,9 °C, avec une amplitude thermique annuelle de 13,9 °C. Le cumul annuel moyen de précipitations est de 732 mm, avec 11,9 jours de précipitations en janvier et 7 jours en juillet. Pour la période 1991-2020, la température moyenne annuelle observée sur la station météorologique de Météo-France la plus proche, « Saint Germain_sapc », sur la commune de Fresnay-sur-Sarthe à 17 km à vol d'oiseau, est de 11,9 °C et le cumul annuel moyen de précipitations est de 695,6 mm,. Pour l'avenir, les paramètres climatiques de la commune estimés pour 2050 selon différents scénarios d'émission de gaz à effet de serre sont consultables sur un site dédié publié par Météo-France en novembre 2022.

## Urbanisme

### Typologie
Au 1er janvier 2024, Sainte-Sabine-sur-Longève est catégorisée commune rurale à habitat dispersé, selon la nouvelle grille communale de densité à sept niveaux définie par l'Insee en 2022.
Elle est située hors unité urbaine. Par ailleurs la commune fait partie de l'aire d'attraction du Mans, dont elle est une commune de la couronne,. Cette aire, qui regroupe 144 communes, est catégorisée dans les aires de 200 000 à moins de 700 000 habitants,.

### Occupation des sols
L'occupation des sols de la commune, telle qu'elle ressort de la base de données européenne d’occupation biophysique des sols Corine Land Cover (CLC), est marquée par l'importance des territoires agricoles (76,9 % en 2018), une proportion sensiblement équivalente à celle de 1990 (77,3 %). La répartition détaillée en 2018 est la suivante : 
terres arables (55,1 %), forêts (20,5 %), prairies (20,4 %), zones urbanisées (2,5 %), zones agricoles hétérogènes (1,4 %). L'évolution de l’occupation des sols de la commune et de ses infrastructures peut être observée sur les différentes représentations cartographiques du territoire : la carte de Cassini (XVIIIe siècle), la carte d'état-major (1820-1866) et les cartes ou photos aériennes de l'IGN pour la période actuelle (1950 à aujourd'hui).

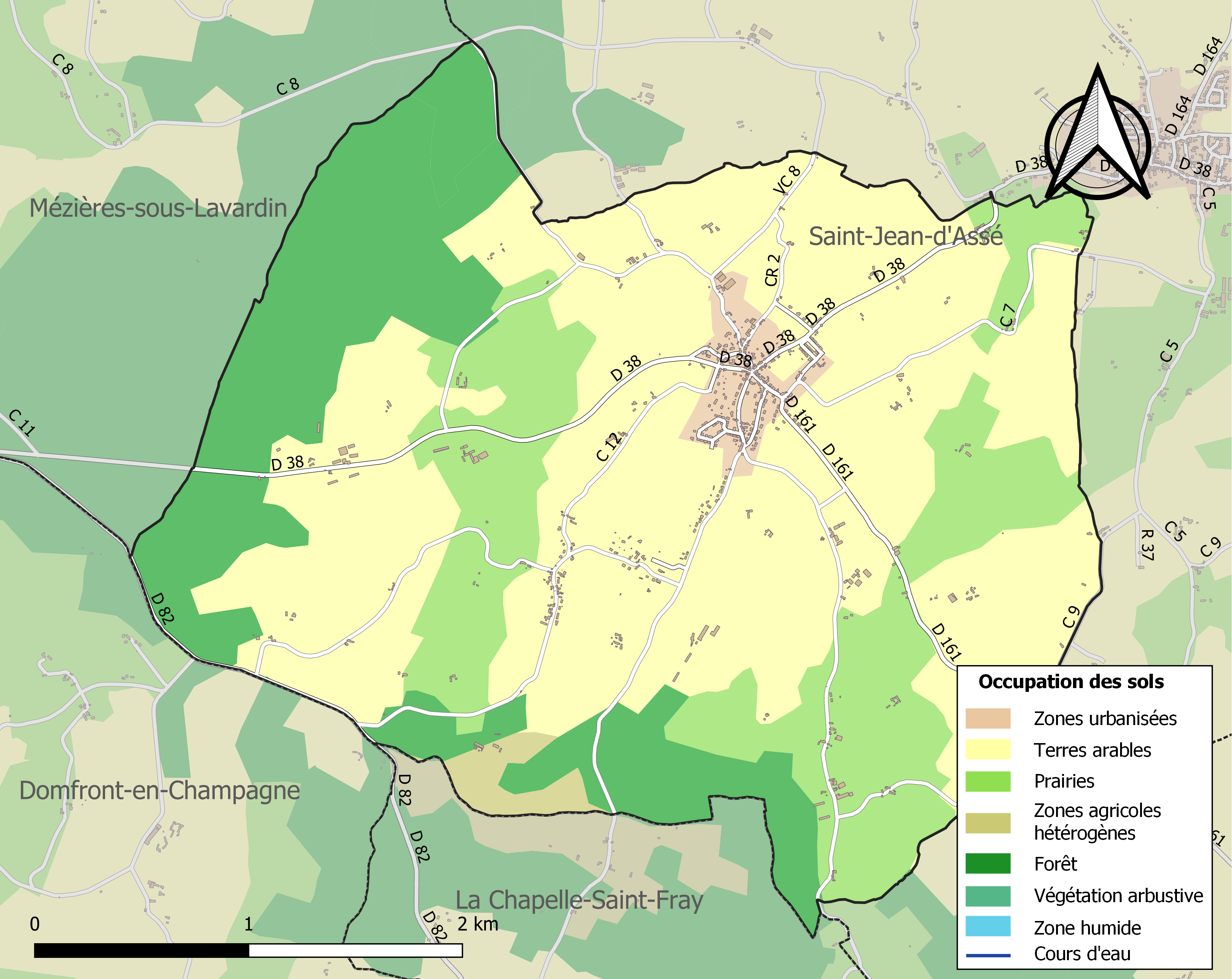
Carte des infrastructures et de l'occupation des sols de la commune en 2018 (CLC).

## Toponymie
Le gentilé est Sabinois.

## Politique et administration

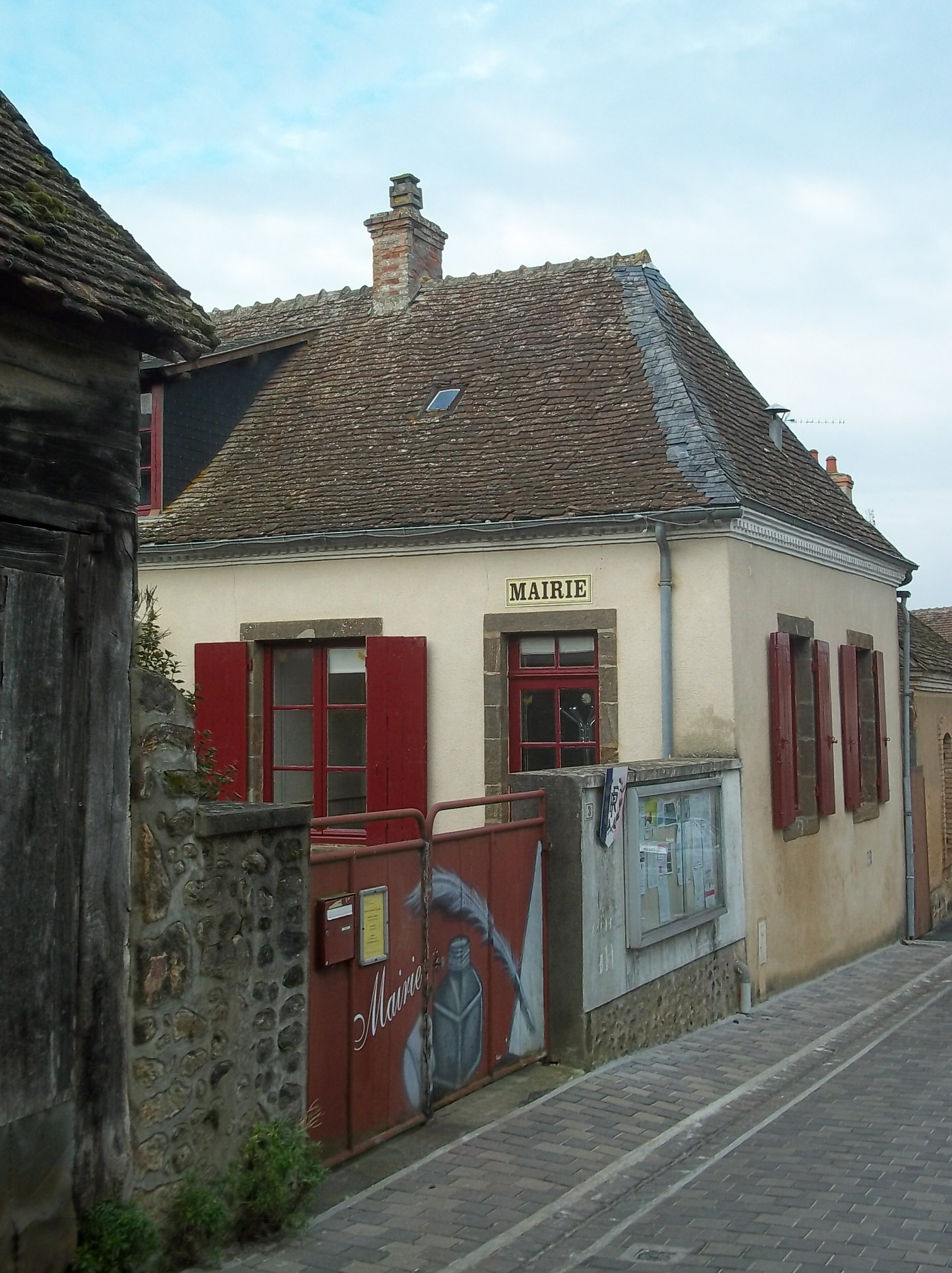
La mairie.

| Période                                  | Période       | Identité            | Étiquette | Qualité                            |
| ---------------------------------------- | ------------- | ------------------- | --------- | ---------------------------------- |
| mars 1983                                | mars 1995     | Michel Bourdon      |           |                                    |
| mars 1995                                | mars 2001     | Fernand Esnault     |           |                                    |
| mars 2001                                | mars 2014     | Claude Garnier-Tuau | SE        |                                    |
| mars 2014                                | mai 2020      | Gérard Dupont       | SE        | Retraité                           |
| mai 2020                                 | décembre 2020 | Jacques Craveia     | SE        | Directeur de patrimoine immobilier |
| décembre 2020                            | En cours      | Mikaël Fouchard     | SE        |                                    |
| Les données manquantes sont à compléter. |               |                     |           |                                    |

## Démographie
L'évolution du nombre d'habitants est connue à travers les recensements de la population effectués dans la commune depuis 1793. Pour les communes de moins de 10 000 habitants, une enquête de recensement portant sur toute la population est réalisée tous les cinq ans, les populations de référence des années intermédiaires étant quant à elles estimées par interpolation ou extrapolation. Pour la commune, le premier recensement exhaustif entrant dans le cadre du nouveau dispositif a été réalisé en 2004.
En 2022, la commune comptait 729 habitants, en évolution de −5,69 % par rapport à 2016 (Sarthe : −0,25 %, France hors Mayotte : +2,11 %).
| 1793 | 1800 | 1806 | 1821 | 1831 | 1836 | 1841 | 1846 | 1851 |
| ---- | ---- | ---- | ---- | ---- | ---- | ---- | ---- | ---- |
| 879  | 916  | 907  | 886  | 952  | 955  | 932  | 897  | 829  |

| 1856 | 1861 | 1866 | 1872 | 1876 | 1881 | 1886 | 1891 | 1896 |
| ---- | ---- | ---- | ---- | ---- | ---- | ---- | ---- | ---- |
| 830  | 830  | 798  | 772  | 736  | 660  | 644  | 661  | 639  |

| 1901 | 1906 | 1911 | 1921 | 1926 | 1931 | 1936 | 1946 | 1954 |
| ---- | ---- | ---- | ---- | ---- | ---- | ---- | ---- | ---- |
| 664  | 646  | 612  | 531  | 497  | 456  | 491  | 502  | 510  |

| 1962 | 1968 | 1975 | 1982 | 1990 | 1999 | 2004 | 2006 | 2009 |
| ---- | ---- | ---- | ---- | ---- | ---- | ---- | ---- | ---- |
| 496  | 508  | 468  | 543  | 569  | 563  | 609  | 609  | 663  |

| 2014 | 2019 | 2022 | - | - | - | - | - | - |
| ---- | ---- | ---- | - | - | - | - | - | - |
| 747  | 742  | 729  | - | - | - | - | - | - |

## Enseignement
Sainte-Sabine-sur-Longève abrite une école primaire publique qui reçoit un peu moins de cent élèves. Elle dépend de l'Académie de Nantes (zone B pour les vacances scolaires).

## Vie associative et sportive
- Salle polyvalente.
- Terrain multisports (loisirs, pétanque, basket-ball).
- Association Partyanddance.
- Association parents des élèves.

### Activité et manifestations
La fête du four à pain se tient chaque année au mois de juin. Cette fête historique à Sainte-Sabine-sur-Longève a pour principale attraction la vente de « bourdons sarthois », aussi appelés Bourdelot réalisés par les habitants de la commune et cuits dans le four à pain historique de la commune. L'objectif principal de cet événement est de recueillir de l'argent servant à financer des sorties éducatives pour les enfants de l'école communale.

## Lieux et monuments
- L'église Sainte-Sabine, propriété de la commune[21].
- Ancienne église Saint-Martin-de-Tours, lieudit Poché, aujourd'hui désaffectée.
- Monument aux morts.
- Four à pain communal.

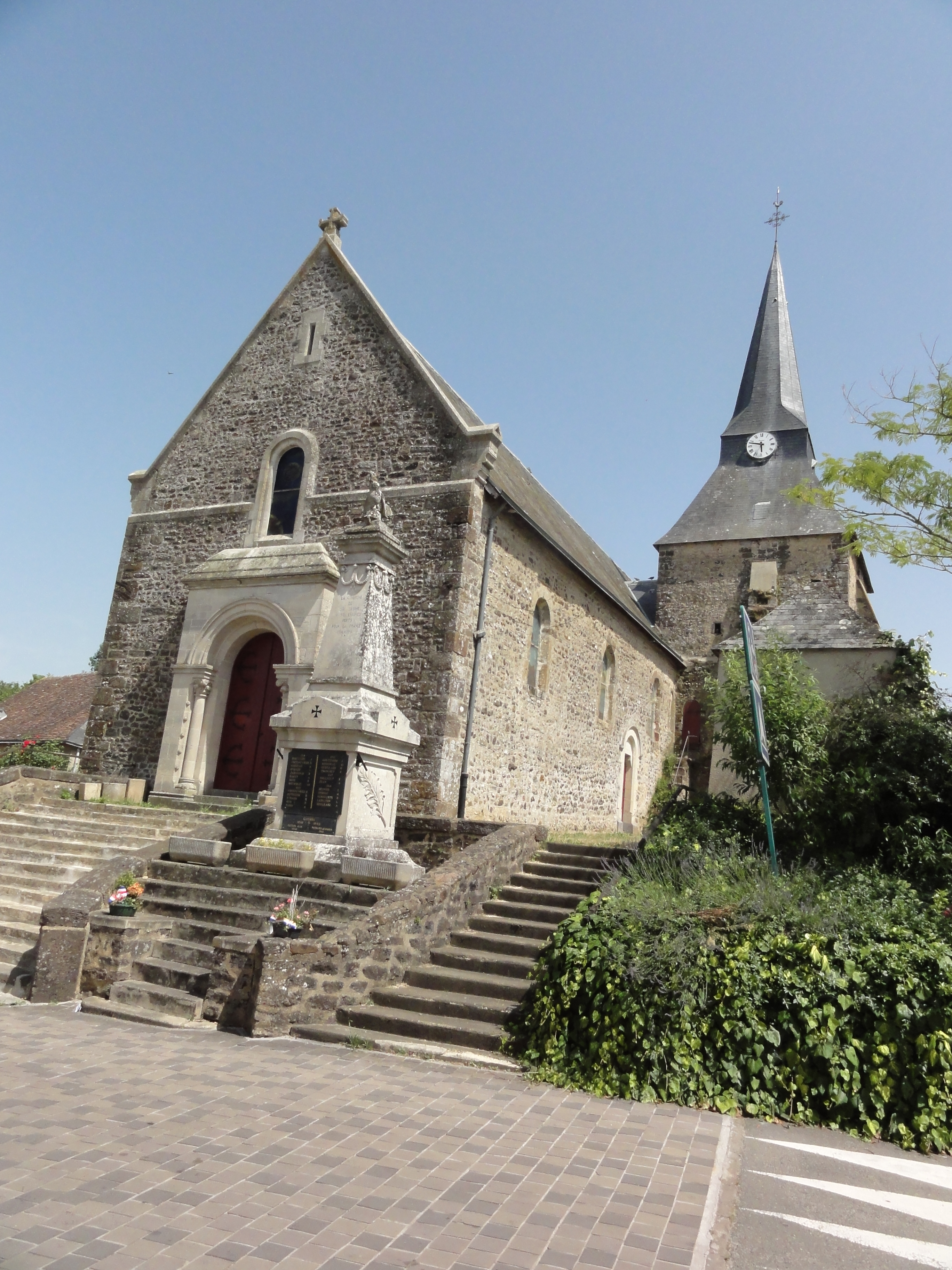
L'église Sainte-Sabine du sud-ouest.
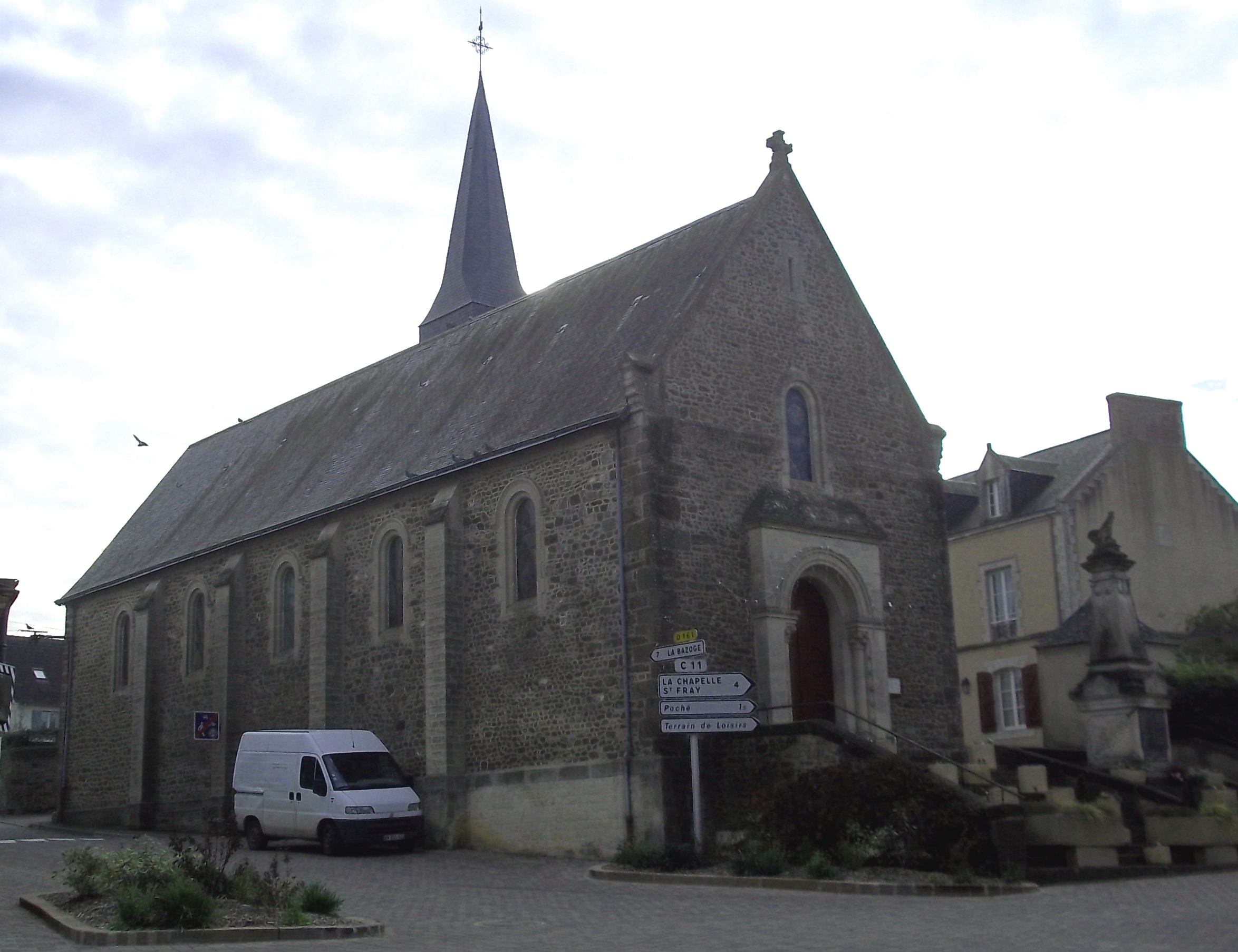
L'église Sainte-Sabine du nord-ouest.
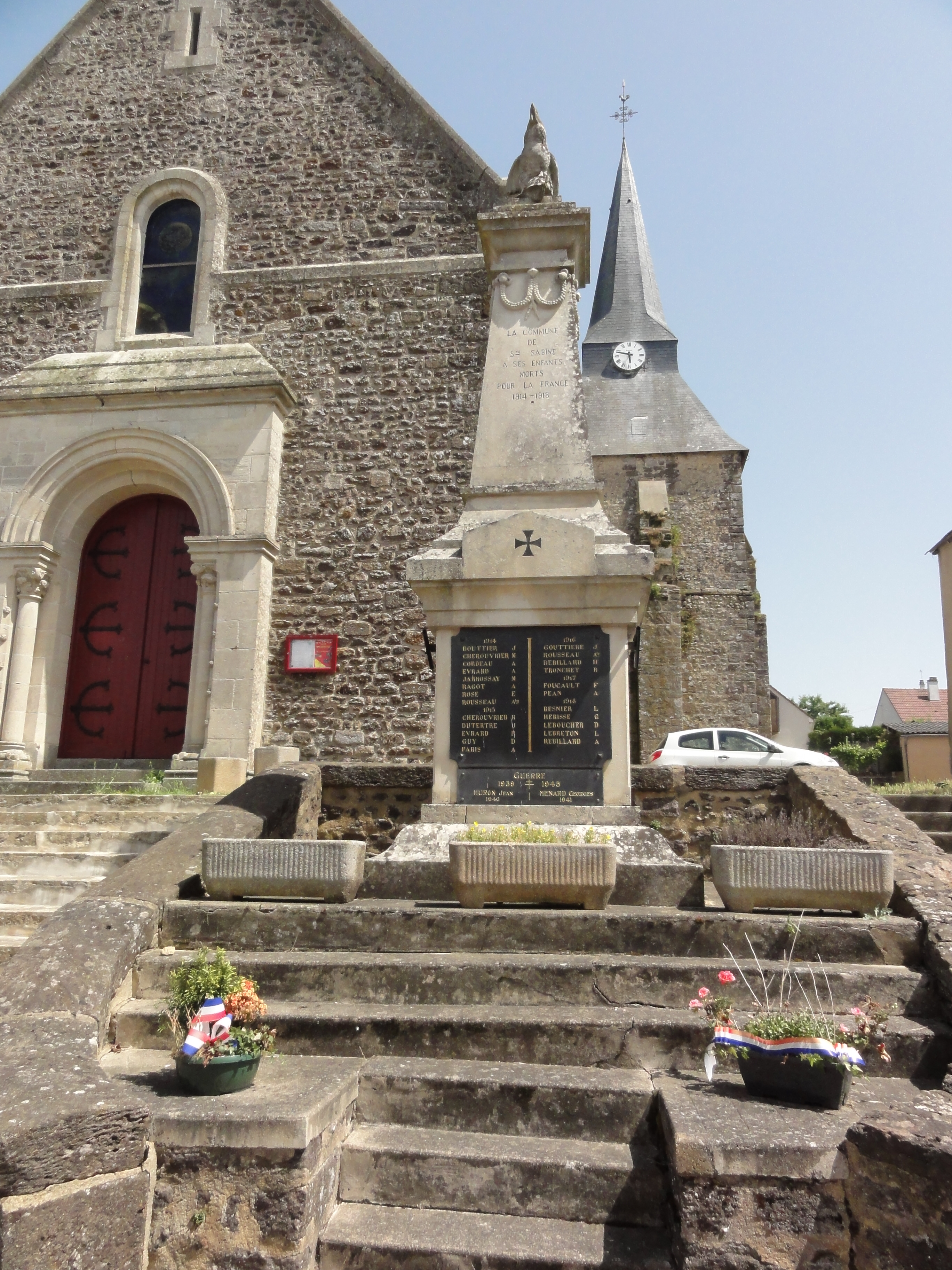
Monument aux morts

## Héraldique
| Blason de Sainte-Sabine-sur-Longève | Blason  | Taillé abaissé à la bande ondée d'azur : écartelé en chef, au premier d'azur à la fleur de lis d'or, au deuxème d'argent à l'arbre arraché de sinople, au troisème de sinople au chevreuil passant d'argent, au quatrième de sinople à trois épis de blé d'or rangés en fasce, en pointe de gueules au château d'argent; le tout entouré d'or. |
| Blason de Sainte-Sabine-sur-Longève | Détails | Ce blasonnement officiel comporte de nombreuses erreurs, dont voici une version plus conforme: Écartelé: au 1 d'azur à une fleur de lis d'or, au 2 d'argent à un arbre au naturel, au 3 de sinople à un chevreuil passant d'argent, au 4 de sinople à trois épis de blé d'or rangés en fasce; à la champagne de gueules abaissée à dextre et hausée à senestre chargée d'un au château donjonné d'argent; maçonné de sable; à la cotice ondée d'azur brochant sur le trait de la champagne selon sa pente, le tout enfermé dans une filière d'or. Adopté le 19 octobre 2023. |